# Raimondo Berengario III di Barcellona
Raimondo Berengario, detto il Grande (Ramon Berenguer in catalano, Raimond Bérenger in francese, Ramón Berenguer in spagnolo, Remón Berenguer in aragonese, Raimundo Berenguer in portoghese e galiziano, Erramun Berenger in basco, Raimundus Berengarius in latino; Rodez, 11 novembre 1082 – Barcellona, 19 luglio 1131), fu conte di Barcellona, Gerona e Osona dal 1097 al 1131, conte di Provenza, con il nome di Raimondo Berengario I, (1113-1131) e conte di Cerdagna (1118-1131).

## Origine
Secondo la Inquisitio circa comitatum Carcassonæ quomodo pervenerit ad comites Barcinonenses era l'unico figlio maschio del conte di Barcellona, Gerona, Osona e Carcassonne Raimondo Berengario II, detto testa di stoppa e di Matilde d'Altavilla (o Mafalda di Puglia), che secondo il cronista attivo in Italia in epoca normanna, a cavallo tra la fine dell'XI secolo e l'inizio del XII secolo, Guglielmo di Puglia, nel suo Gesta Roberti Wiscardi era la figlia primogenita del duca di Puglia e Calabria e conte di Sicilia Roberto il Guiscardo (anche l'Ex Gestis Comitum Barcinonensium ci conferma che era figlia del Guiscargo) e della principessa longobarda, Sichelgaita di Salerno, che secondo il Gestis Ducum Normannorum, Continuatione Roberti era la figlia primogenita di Guaimario, principe di Salerno e di Capua, duca di Amalfi e Gaeta e duca di Puglia e Calabria e della sua terza moglie, Gemma di Capua, figlia del conte di Capua Laidolfo.
Raimondo Berengario II di Barcellona, come ci conferma il Gesta Comitum Barchinonensium era figlio primogenito assieme al fratello gemello Berengario Raimondo, del conte di Barcellona, Gerona e Osona Raimondo Berengario I e di Almodis de La Marche, figlia di Bernardo I de la Marche (circa 991- 16 giugno 1047) conte de la Marche e di Périgord e di Amelia de Rasés (? - † 1053). Il nome della madre, ripreso da un documento del 1053 ("Almodis comitissa, filia que es Amelie comitisse") è citato dallo storico José Enrique Ruiz Domenec nel suo libro Quan els vescomtes de Barcelona eren (Barcelona, 2006) a pag. 320.

## Biografia

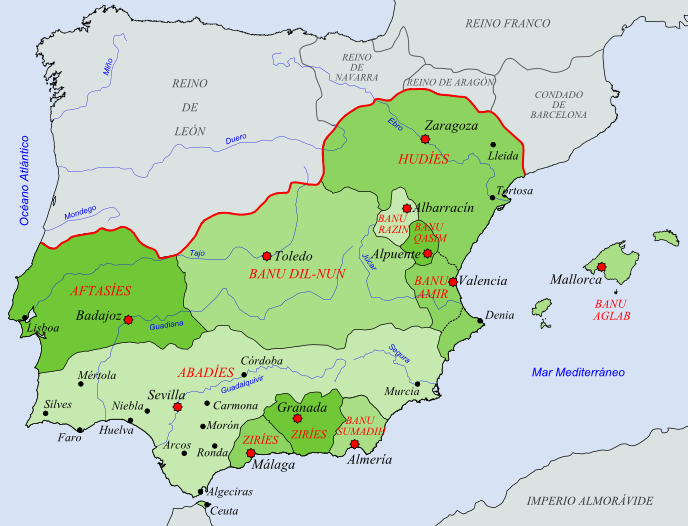
La penisola iberica alla fine dell'XI secolo. Al-Andalus è diviso in circa undici emirati (regni di Taifa)

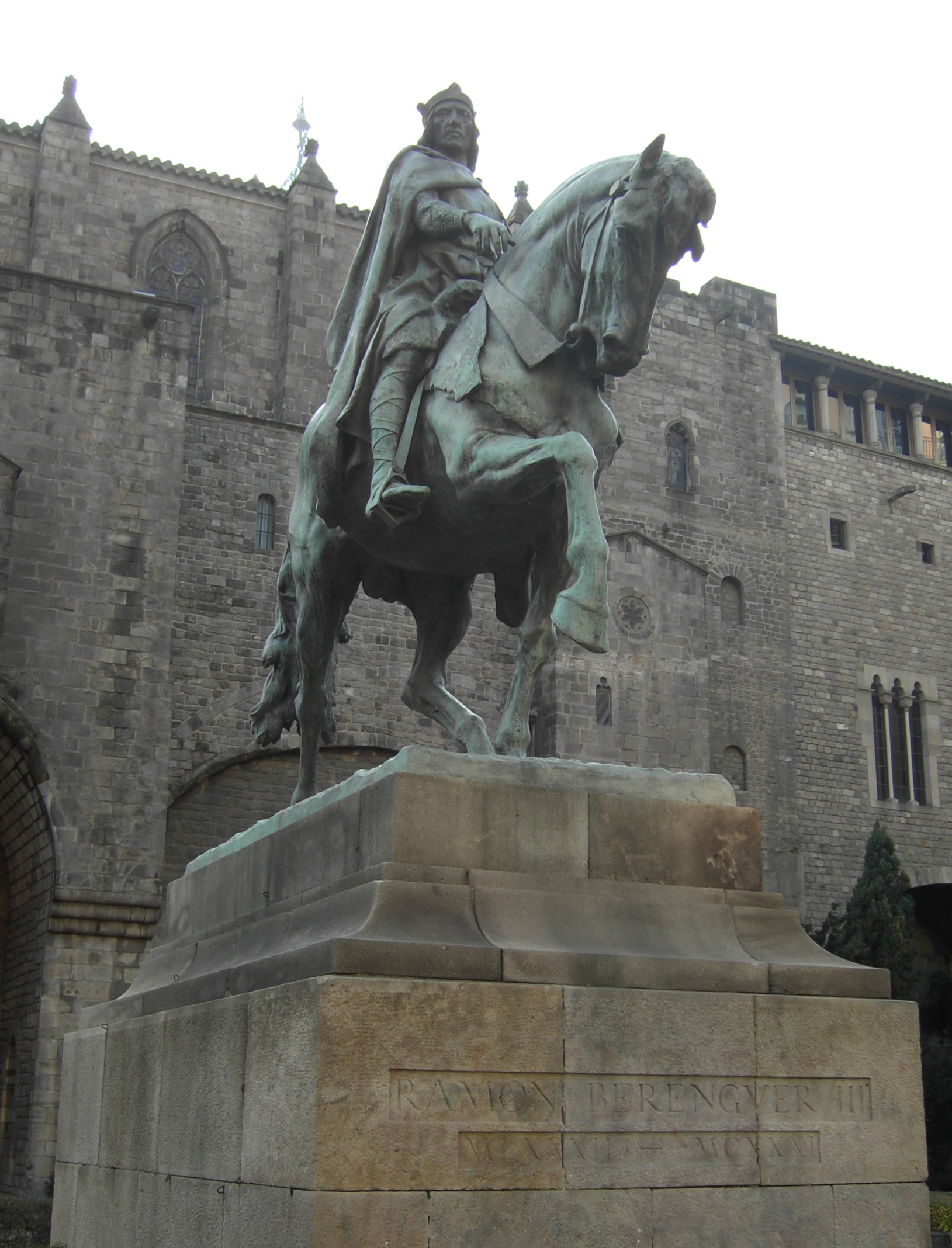
Statua di Raimondo Berengario III, nell'omonima piazza di Barcellona.

Il 6 dicembre 1082, secondo il necrologio del monastero di Ripoll, suo padre, il conte Raimondo Berengario II morì; secondo la Crónica de San Juan de la Peña il conte, Raimondo Berengario II fu assassinato, per ordine del fratello gemello di suo padre, lo zio, Berengario Raimondo II, insofferente che il loro padre, Raimondo Berengario I, prima di morire, secondo il Gesta Comitum Barchinonensium, aveva stabilito che Raimondo Berengario II, fosse il suo erede, quindi il primogenito rispetto al suo gemello, Berengario Raimondo II; mentre da Barcellona si recava a Girona, nell'attraversamento di un folto bosco, in una località detta Pereita; Raimondo Berengario II sembra che fu ucciso da uno degli accompagnatori, e secondo la voce popolare, su ordine del suo gemello, il conte, Berengario Raimondo II, che dopo quell'avvenimento fu denominato il Fratricida; la morte del conte Raimondo Berengario II viene ricordato anche dagli Annales Barcinonenses.
Nonostante la morte del fratello però non fu consentì a Berengario Raimondo II di ampliare il suo potere, per l'opposizione del siniscalco di Catalogna, Guglielmo Raimondo e del conte di Cerdagna Guglielmo, che si schierarono a favore di Raimondo Berengario III, l'erede, nato da un mese.
Dopo che, nel 1086, finalmente fu raggiunto un compromesso per la successione alla parte di contea che era stata di competenza di Raimondo Berengario II e suo zio, Berengario Raimondo II, era stato nominato tutore di Raimondo Berengario III, che così poté ereditare il titolo di conte di Barcellona, Girona ed Osona, sua madre, Matilde (o Mafalda) si sposò in seconde nozze con Amalrico, visconte di Narbona (questo matrimonio viene confermato dal testamento di Raimondo Berengario III, del 1130, che citando Amalrico, figlio di Mafalda lo definisce fratello).
Dopo che Raimondo Berengario III aveva raggiunto la maggiore età e, forse anche per la sconfitta subita che lo indicava mandante dell'omicidio del fratello gemello (nell'inverno 1096/1097, secondo The World of El Cid: Chronicles of the Spanish Reconquest Berengario Raimondo II fu giudicato colpevole di fratricidio, a seguito di un duello sostenuto alla corte del Re di León e Castiglia, Alfonso VI), il suo tutore, lo zio, Berengario Raimondo II, nel 1097, dopo averlo associato al governo della contea, gli cedette il governo e lasciò Barcellona, per prendere parte alla prima crociata (alla prima crociata parteciparono anche altri due fratellastri uterini (figli della stessa madre, Almodis de La Marche) di Berengario Raimondo II: Raimondo di Saint-Gilles, conte di Tolosa, figlio del conte di Tolosa Ponzio, e Ugo VI, signore di Lusignano, figlio del signore di Lusignano, Ugo V detto il Pio.
In quello stesso anno, Raimondo Berengario III divenne unico conte per la morte dello zio Berengario Raimondo II (secondo il necrologio del monastero di Ripoll morì il 20 giugno a Gerusalemme).

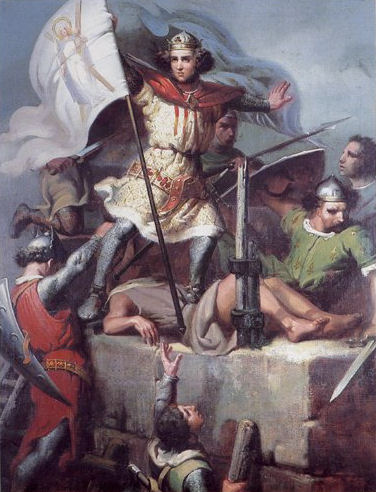
Mariano Fortuny, Raimondo Berengario III nel castello di Fos (Fos-sur-Mer, Provenza, Reial Acadèmia Catalana de Belles Arts de Sant Jordi, Barcellona.

Nel 1103 o prima, Raimondo Berengario III sposò Maria Díaz de Vivar (circa 1081-1105), seconda figlia del Cid Campeador (i rapporti tra il Cid ed i conti di Barcellona, dopo anni di guerre, erano divenuti ottimi dal 1090, quando dopo averlo catturato aveva rimesso subito in libertà, suo zio, Berengario Raimondo II) e della cugina del re di León e Castiglia, Alfonso VI, doña Jimena, figlia del conte di Oviedo e delle Asturie Diego Fernández e della contessa Cristina Fernández. María era stata fidanzata (o aveva sposato, in prime nozze), nel 1098, l'erede al trono d'Aragona Pietro d'Aragona (?-1104), figlio del re d'Aragona Pietro I e di Agnese d'Aquitania (?-1097).
Nel 1106, dopo essere rimasto vedovo, Raimondo Berengario sposò Almodis de Mortain ( † tra il 23 novembre 1111 e il 3 febbraio 1112, data del matrimonio con Dolce I di Provenza), di cui non si conoscono gli ascendenti. Secondo lo storico catalano Pròsper de Bofarull i Mascaró risulta esservi un documento che certifica che Raimondo Berengario e la moglie, Almodis, il 23 novembre 1111, fecero una donazione.
Raimondo Berengario, rimasto vedovo per la seconda volta il 3 febbraio 1112,, secondo la Ex Brevi Historia Comitum Provinciæ e familia comitum Barcinonensium sposò la Contessa di Provenza, Dolce I,figlia primogenita del Visconte di Millau, di Gévaudan, e di Carlat, Gilberto I di Gévaudan e della Contessa di Provenza Gerberga (come ci viene confermato dalle Note dell'Histoire Générale de Languedoc, Tome II), figlia secondogenita del conte di Provenza Goffredo I e della moglie Stefania o Dolce (?- dopo il 1096, anno in cui Stefania fece una donazione per l'anima del figlio Bertrando), come viene riportato a pagina 529 delle Note dell'Histoire Générale de Languedoc, Tome II; secondo lo storico Szabolcs de Vajay, Stefania era viscontessa di Marsiglia, figlia del visconte di Marsiglia Guglielmo II.
Raimondo Berengario, in quel periodo, oltre che per via matrimoniale (i suoi domini arrivarono sino ad est di Nizza), ampliò notevolmente i suoi possedimenti sia ereditando le contee di Besalú nel 1111 e di Cerdagna nel 1117, sia assoggettando le altre contee catalane come quella di Ampurias(tutte le contee catalane, ad eccezione della Contea d'Urgell, erano sotto il suo dominio e anche Bernardo Atto, visconte di Carcassonne, nel 1112, gli aveva reso omaggio) sia facendo conquiste militari ai danni dei musulmani, come le città di Balaguer, nel 1105, e poi tolse ai musulmani anche le regioni di Lleida e Tortosa, arrivando sino nella regione mussulmane di Valencia, che tenne sotto il suo dominio solo per un breve periodo. Tutto ciò portò a liberare dalla schiavitù molti Cristiani.
Gli Almoravidi reagirono e sconfissero Raimondo Berengario arrivando, nel 1114, sino nelle vicinanze di Barcellona, dove furono fermati e, l'anno seguente, furono ancora sconfitti.
Raimondo Berengario fece altresì alleanze militari con le repubbliche marinare italiane Pisa e Genova, che lo portarono, con l'aiuto di Pisa, tra il 1114 e il 1115, ad attaccare e a ridurre suoi tributari i governanti Mori delle isole di Maiorca e di Ibiza.
Nel 1118 iniziò la ricostruzione di Tarragona (la città era stata conquista, nel 1091, dallo zio, Berengario Raimondo, che aveva portato il confine della contea al fiume Ebro; in seguito alla conquista Berengario Raimondo aveva offerto al papa Giovanni XV, non solo Tarragona, ma tutte le sue contee, che il papa aveva accettato e restituito al conte come feudi), per la quale continuava a pagare al papa Pasquale II un piccolo tributo annuo, detto census (la contea di Barcellona continuava ad essere un feudo papale), che divenne la nuova sede arcivescovile della Catalogna, che prima dipendeva dall'arcivescovo di Narbona.
Dopo che nel 1113 era divenuto conte di Provenza Raimondo Berengario aveva iniziato un conflitto con i conti di Tolosa che avevano pretese sulla Provenza. Il conflitto terminò nel 1125, con un trattato tra Raimondo Berengario III e Alfonso Giordano di Tolosa (Alfonso Giordano era riuscito, nel 1122, a riprendere il controllo della contea di Tolosa, dopo avere definitivamente cacciato il duca, Guglielmo IX d'Aquitania, che se ne era impadronito), che sancì che il marchesato fosse assegnato ai conti di Tolosa, mentre la contea fu assegnata ai conti di Barcellona.
Raimondo Berengario ebbe buoni rapporti con il conte di Sicilia Ruggero II con il quale, verso il 1127, con la città di Savona stipulò un accordo per aiutare Ruggero II a portare la guerra contro i saraceni, in Nord-Africa.
Secondo l'Ex Gesta Comitum Barcinonensium, prima di morire Raimondo Berengario III entrò nell'ordine dei Templari.
Morì nel 1131 lasciando la contee catalane al figlio maggiore Raimondo Berengario e le contee provenzali al figlio più giovane Berengario Raimondo.
Raimondo Berengario III fu inumato nel Monastero di Santa Maria di Ripoll.

## Discendenza
Raimondo Berengario ebbe una figlia dalla prima moglie e diversi figli dalla terza moglie:
- da Maria ebbe una figlia:
  - Jimena o Maria (1105- ?), che, secondo la Marca Hispanica fu sposata, nel 1107, al conte Bernardo III di Besalú[31] (?-circa 1111). Secondo il Bofarull sposò, in seconde nozze, nel 1117, il conte Ruggero III di Foix[30], ( † verso il 1147).
- Da Almodis de Mortain non ebbe figli.
- Da Dolce ebbe sette[30] (o otto[16]) figli:
  - Raimondo Berengario[21] (1113 - 6 agosto 1162), conte di Barcellona e principe d'Aragona per il matrimonio con Petronilla d'Aragona.
  - Berengario Raimondo[21] (gennaio 1114- marzo 1144), conte di Provenza.
  - Bernardo (circa 1115-circa 1117), citato in un documento della España Sagrada[32] morto giovane.
  - Berengaria (1116 – 15 gennaio 1149), sposò, nel 1128, il re di Castiglia e León Alfonso VII di Castiglia, detto l'Imperatore[33].
  - Jimena (1117-dopo il 1136), sposò, nel 1130 circa, il conte Ruggero III di Foix, ( † verso il 1147 ed è citata due volte, nelle Preuves de l'Histoire Générale de Languedoc, nel documento CXXXVIII[34] e nel documento XCVIII[35]. Secondo alcuni storici è la stessa Jimena, figlia della prima moglie, Maria.
  - Stefania (1118-1131), che non è citata tra i figli di Raimondo Berengario dallo storico spagnolo, Próspero de Bofarull y Mascaró[16], e che sposò nel 1128 il conte Centulo II di Bigorre (?-1128) e, in seconde nozze, nel 1130, il visconte Raimondo II di Dax (?-1167).
  - Mafalda (1120- dopo il 1157), citata tra i figli di Raimondo Berengario dallo storico, Bofarull y Mascaró[16], e che sposò il signore Guglielmo di Castelvecchio (?-1166).
  - Almodis (1126- dopo il 1164), citata tra i figli di Raimondo Berengario dallo storico, Bofarull y Mascaró[16], e che sposò il visconte di Bas, Ponce di Cervera (?-1155).

## Ascendenza
|                                       |                      |                             | Genitori                 |  |  | Nonni |  |  | Bisnonni                            |  |  | Trisnonni                |  |
|                                       |                      |                             |                          |  |  |       |  |  | Berengario Raimondo I di Barcellona |  |  | Borrell II di Barcellona |  |
|                                       |                      |                             |                          |  |  |       |  |  | Berengario Raimondo I di Barcellona |  |  | Borrell II di Barcellona |  |
|                                       |                      | Ermesinda di Carcassonne    |                          |  |  |       |  |  | Berengario Raimondo I di Barcellona |  |  |                          |  |
| Raimondo Berengario I di Barcellona   |                      |                             |                          |  |  |       |  |  | Berengario Raimondo I di Barcellona |  |  |                          |  |
|                                       |                      | Sancha Sánchez di Castiglia | Sancho Garcés            |  |  |       |  |  |                                     |  |  |                          |  |
|                                       |                      | Sancha Sánchez di Castiglia | Sancho Garcés            |  |  |       |  |  |                                     |  |  |                          |  |
|                                       |                      | Sancha Sánchez di Castiglia | Urraca Gomez             |  |  |       |  |  |                                     |  |  |                          |  |
| Raimondo Berengario II di Barcellona  |                      | Sancha Sánchez di Castiglia |                          |  |  |       |  |  |                                     |  |  |                          |  |
|                                       |                      | Bernardo I de La Marche     | Adalberto I de La Marche |  |  |       |  |  |                                     |  |  |                          |  |
|                                       |                      | Bernardo I de La Marche     | Adalberto I de La Marche |  |  |       |  |  |                                     |  |  |                          |  |
|                                       |                      | Bernardo I de La Marche     | …                        |  |  |       |  |  |                                     |  |  |                          |  |
| Almodis de La Marche                  |                      | Bernardo I de La Marche     |                          |  |  |       |  |  |                                     |  |  |                          |  |
|                                       |                      | Amelia                      | …                        |  |  |       |  |  |                                     |  |  |                          |  |
|                                       |                      | Amelia                      | …                        |  |  |       |  |  |                                     |  |  |                          |  |
|                                       |                      | Amelia                      | …                        |  |  |       |  |  |                                     |  |  |                          |  |
| Raimondo Berengario III di Barcellona |                      | Amelia                      |                          |  |  |       |  |  |                                     |  |  |                          |  |
|                                       | Tancredi d'Altavilla | …                           |                          |  |  |       |  |  |                                     |  |  |                          |  |
|                                       | Tancredi d'Altavilla | …                           |                          |  |  |       |  |  |                                     |  |  |                          |  |
|                                       | Tancredi d'Altavilla | …                           |                          |  |  |       |  |  |                                     |  |  |                          |  |
| Roberto il Guiscardo                  | Tancredi d'Altavilla |                             |                          |  |  |       |  |  |                                     |  |  |                          |  |
|                                       |                      | Fresenda                    | …                        |  |  |       |  |  |                                     |  |  |                          |  |
|                                       |                      | Fresenda                    | …                        |  |  |       |  |  |                                     |  |  |                          |  |
|                                       |                      | Fresenda                    | …                        |  |  |       |  |  |                                     |  |  |                          |  |
| Matilde d'Altavilla                   |                      | Fresenda                    |                          |  |  |       |  |  |                                     |  |  |                          |  |
|                                       |                      | Guaimario IV di Salerno     | Guaimario III di Salerno |  |  |       |  |  |                                     |  |  |                          |  |
|                                       |                      | Guaimario IV di Salerno     | Guaimario III di Salerno |  |  |       |  |  |                                     |  |  |                          |  |
|                                       |                      | Guaimario IV di Salerno     | Gaitelgrima di Benevento |  |  |       |  |  |                                     |  |  |                          |  |
| Sichelgaita di Salerno                |                      | Guaimario IV di Salerno     |                          |  |  |       |  |  |                                     |  |  |                          |  |
|                                       |                      | Gemma di Capua              | Landolfo II di Benevento |  |  |       |  |  |                                     |  |  |                          |  |
|                                       |                      | Gemma di Capua              | Landolfo II di Benevento |  |  |       |  |  |                                     |  |  |                          |  |
|                                       |                      | Gemma di Capua              | …                        |  |  |       |  |  |                                     |  |  |                          |  |
|                                       |                      | Gemma di Capua              |                          |  |  |       |  |  |                                     |  |  |                          |  |

### Fonti primarie
- (LA)  Rerum Gallicarum et Francicarum Scriptores, tomus XI.
- (LA)  Rerum Gallicarum et Francicarum Scriptores, tomus XII.
- (LA)  Marca Hispanica, Appendix.
- (LA)  España Sagrada Tomo XLIII.
- (LA)  Histoire Générale de Languedoc, Tome IV, Notess.
- (LA)  Monumenta Germaniae Historica, Scriptores, Tomus XXIII.
- (LA)  Monumenta Germaniae Historica, Scriptores, Tomus IX.
- (LA)  Monumenta Germaniae Historica, Scriptores, Tomus XXVI.
- (LA)  Antiquitates Italicæ Medii ævi, Tome I.
- (LA)  Cartoulaire de Marseille Saint-Victor Tome I.
- (LA)  Chronicon sancti Maxentii Pictavensis, Chroniques des Eglises d'Anjou.

### Letteratura storiografica
- E.W. Watson, Losviluppo dell'organizzazione ecclesiastica e le sue basi economiche, in "Storia del mondo medievale", vol. V, 1999, pp.425–460
- Ferdinand Chalandon, La conquista normanna dell'Italia meridionale e della Sicilia, in «Storia del mondo medievale», vol. IV, 1999, pp.483–529
- Rafael Altamira, La Spagna (1031-1248), in «Storia del mondo medievale», vol. V, 1999, pp.865–896
- Paul Fournier, Il regno di Borgogna o d'Arles dall'XI al XV secolo, in «Storia del mondo medievale», vol. VII, 1999, pp.383–410
- (FR)  Histoire générale de Languedoc, Notes, tomus II.
- (CA)  Crónica de San Juan de la Peña.
- (EN)  The World of El Cid: Chronicles of the Spanish Reconquest.